# Los Altos
Stát Los Altos (Estado de Los Altos, doslova „horský stát“) byl krátce existující státní útvar na jihozápadě dnešní Guatemaly. Hornatá oblast okolo města Quetzaltenango obývaná kmenem Mam vyhlásila 2. února 1838 odtržení od zbytku Guatemaly a stala se novým členským Středoamerické federativní republiky – odtud přezdívka „sexto estado“ (šestý stát, vedle Guatemaly, Salvadoru, Hondurasu, Nikaraguy a Kostariky). Stát byl tvořen třemi provinciemi: Totonicapán, Quetzaltenango a Suchitepéquez-Sololá. Prezidentem byl José María Marcelo Molina Mata. V květnu 1839 se federace rozpadla a Los Altos nadále fungovalo jako de facto samostatný stát. Guatemalský samovládce José Rafael Carrera Turcios zahájil tažení za znovudobytí území Los Altos, 29. ledna 1840 ukončil jeho existenci a v dubnu téhož roku nechal popravit zajaté představitele nezávislého státu. Mexiko využilo situace a anektovalo okres Soconusco, který připojilo ke svému státu Chiapas (dodnes se mu říká Los Altos de Chiapas). K novému pokusu o odtržení došlo v Quetzaltenangu 5. září 1848, povstání bylo potlačeno 15. května 1849.